# Durovernum Cantiacorum

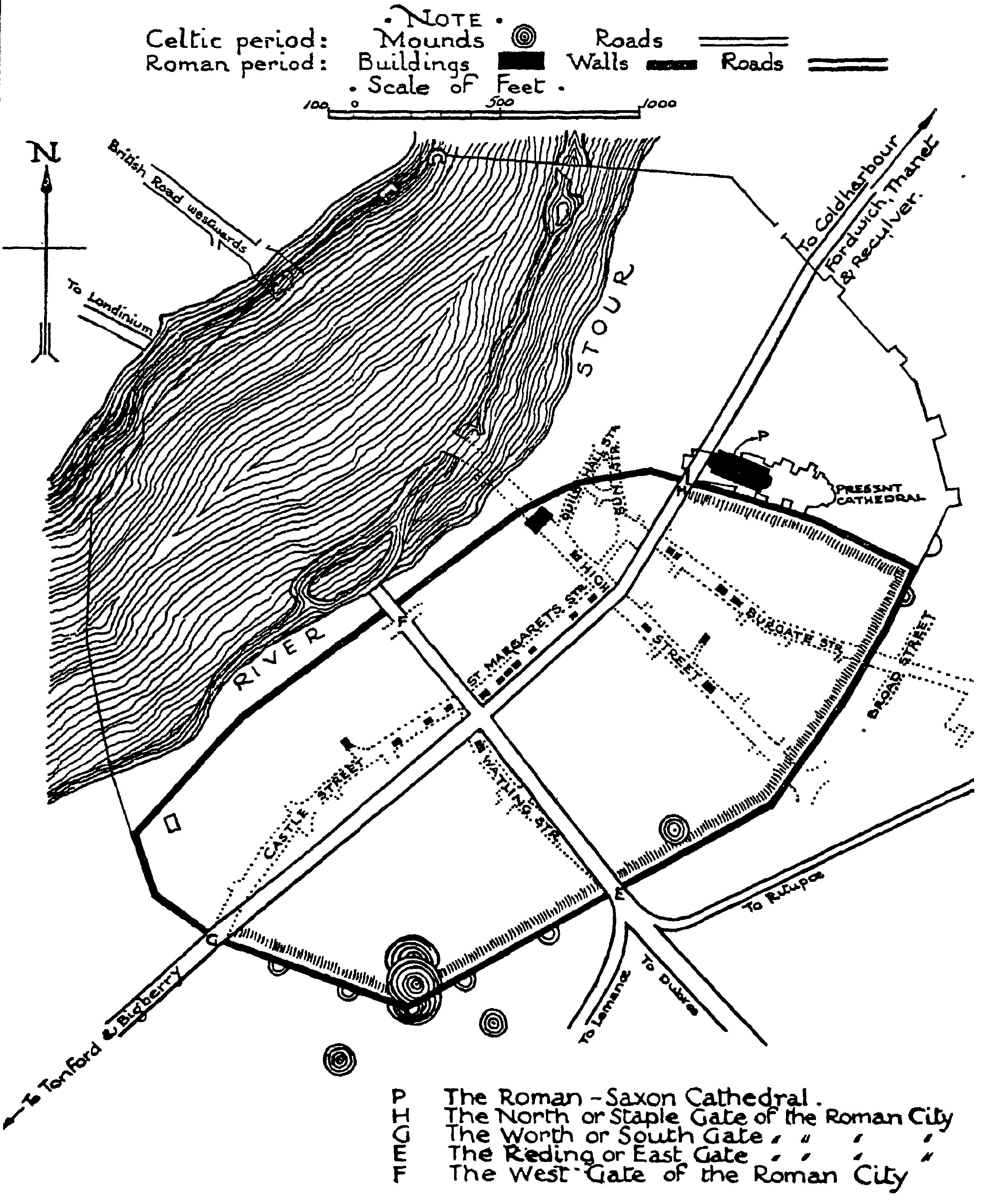
Plan

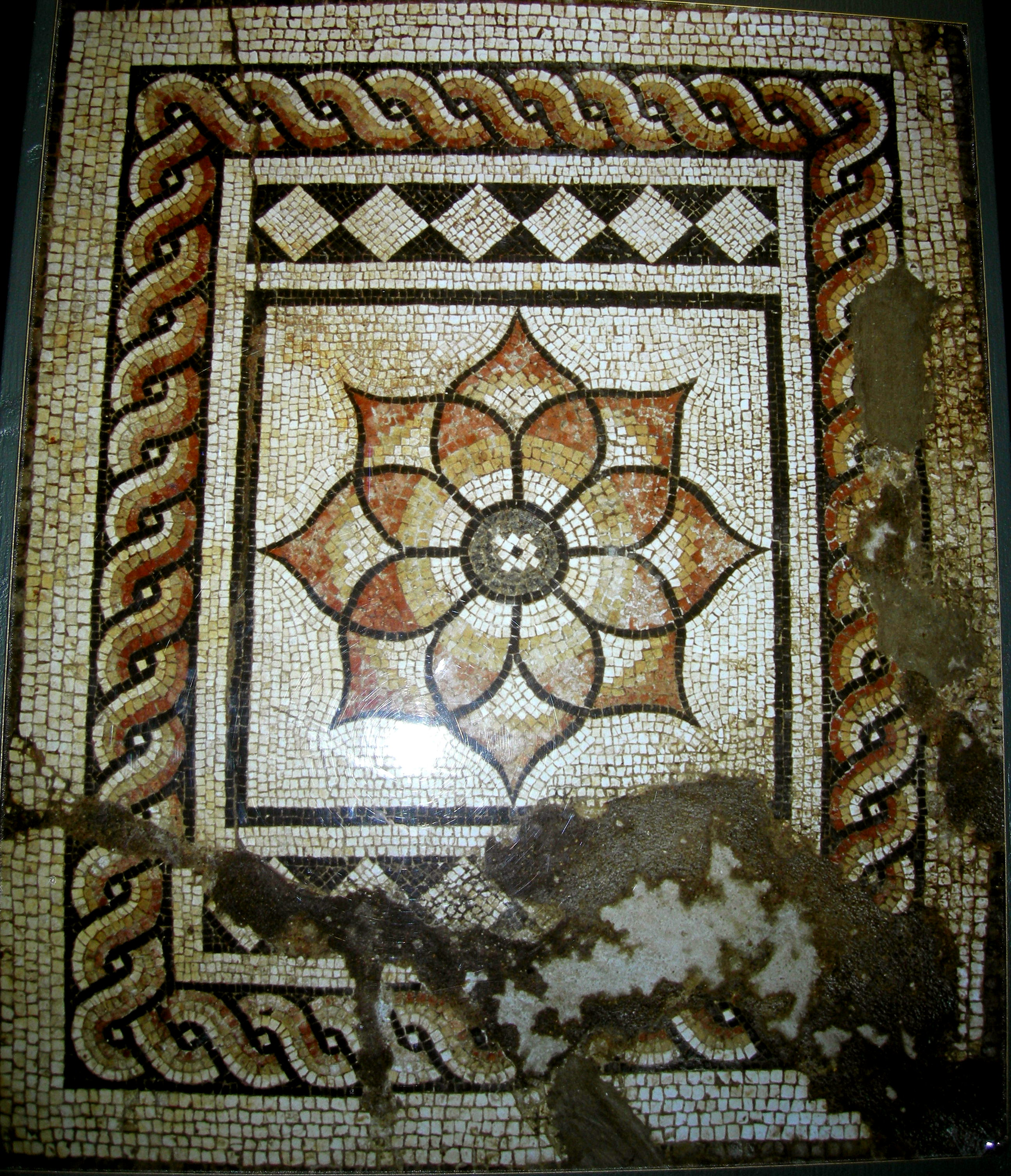
Mosaik aus Canterbury

Durovernum Cantiacorum war eine römische Stadt im heutigen England, in Kent, an der Stelle des heutigen Canterbury.
Schon in vorrömischer Zeit befand sich hier eine beachtliche britannische Siedlung, von der sich bei Ausgrabungen noch zahlreiche Reste von Hütten fanden. Der Ort blieb auch nach der Eroberung durch die Römer bewohnt. Es wurde ein Militärlager errichtet, das bis etwa 60 n. Chr. bestand. Die Stadt erhielt einen Plan mit sich rechtwinkelig kreuzenden Straßen, wobei dieser Plan jedoch einige Unregelmäßigkeiten zeigt, die sicherlich auf die keltische Stadt zurückgehen. Die Stadt wurde zum Hauptort der Civitas der Cantiaci erhoben und damit eine der ersten Civitashauptstädte in der neuen Provinz Britannia. Die Stadt erhielt erst an der Wende vom ersten zum zweiten Jahrhundert bedeutende Bauwerke.
Im Zentrum der Stadt wurden bei Ausgrabungen die Reste des Forums, eines Tempelbezirkes und eines großen aus Stein erbauten Theaters entdeckt. Vom Tempelbezirk fand sich nur noch die Einfriedung mit einem Portikus. Innerhalb der Einfriedung konnte bisher noch kein Tempel lokalisiert werden, obwohl in der Südostecke ein kleiner Schrein stand. Der Tempelbezirk nahm eventuell die Stelle eines älteren, keltischen Tempelbezirkes ein. Das Theater entstand schon um 80 bis 90 und wurde am Beginn des dritten Jahrhunderts nochmals ausgebaut. Es wurden auch die Reste von mindestens zwei Thermen gefunden. Im Westen der Stadt fand man ein großes Gebäude, bei dem es sich vielleicht um eine Mansio, ein Rasthaus, handelte. Reste von Wohnbauten, die zunächst aus Holz, später meist aus Stein errichtet wurden, sind im ganzen Stadtgebiet gefunden worden. Es gibt bisher 14 Reste oder besser erhaltene Mosaiken. Sie zeigen meist geometrische Muster. Eine Stadtmauer wurde jedoch erst am Ende des dritten Jahrhunderts errichtet. Außerhalb der Stadtmauer gab es verschiedene Nekropolen.
Es gibt zahlreiche Belege für Handwerk in der Stadt. Werkstätten fanden sich vor allem im Nordwesten der Stadt, außerhalb der Stadtmauern. Bei Ausgrabungen fanden sich Töpfer- und Ziegelöfen. Es gab Eisen- und Bronzeverarbeitung. Außerhalb der Stadtmauern gab es auch Kalksteinbrüche.
Die Stadt wurde nach der Römerherrschaft im fünften Jahrhundert aufgegeben. Es gibt einige reiche Hortfunde (z. B. der spätrömische Schatz von Canterbury), die um 450 datieren und eventuell auf ein abruptes Ende der Stadt während der kriegerischen Auseinandersetzungen mit den Angelsachsen hindeuten. Es ist wahrscheinlich, dass reiche Bürger während einer Belagerung der Stadt ihre Schätze vor Plünderungen sichern wollten, aber später nicht wieder in ihren Besitz gelangen konnten.